# Bertiera elabensis
Espèce
Bertiera elabensis est une espèce de plantes à fleurs de la famille des Rubiaceae et du genre Bertiera. C'est un arbuste présent principalement au Cameroun, mais également au Gabon.

## Étymologie
Son épithète spécifique elabensis fait référence à la localité d'Elabe (Kribi II, au sud du Cameroun), où elle a été découverte par Carl Ludwig Ledermann en septembre 1908.

## Distribution
Subendémique, relativement commune au Cameroun, elle y a été observée dans plusieurs régions : Sud-Ouest (dont le parc national de Korup), Centre (Makak, Ototomo), et Sud (aux environs de Kribi, dont Elabe).